# ゴリアテ (人工衛星)
ゴリアテ（Goliat）は、2012年2月に打ち上げられたルーマニア初の人工衛星で、1Uサイズの超小型衛星。2014年12月31日に大気圏へ再突入した。

## 概要
ルーマニア宇宙局（RSA）が開発・作製を行ったナノサットで、エンジニアと物理学者が設計を行った。プロジェクトは中心となる3人が大学に在籍していたときから始まった。1U型のCubeSatプラットフォームが使用され、重量は1kg。流星塵の流量の測定、地球軌道に流入する宇宙線の測定、地球の画像取得の3つの科学ミッションがある。
当初は2008年の打上げを予定していたが、ヴェガロケットの開発の遅延に伴い延期され、最終的に2012年2月13日にギアナ宇宙センターから相乗り衛星の1機として打ち上げられた。
このプロジェクトはルーマニア教育省からの資金援助を受けており、また欧州宇宙機関からの援助も受けている。